# Lqliâa
Lqliâa is een stad in Marokko in de provincie Tiznit.
In 2004 telde Lqliâa 38.220 inwoners.